# Таня Ламарка
Таня Ламарка Селада (ісп. Tania Lamarca Celada; нар. 30 квітня 1980, Віторія, Іспанія) — іспанська гімнастка, олімпійська чемпіонка, дворазова чемпіонка світу. На літніх Олімпійських іграх 1996 року в Атланті вона виграла золоту медаль з іспанською командою.  Команду сформували Таня, Естела Гіменес, Марта Бальдо, Нурія Кабанільяс, Лорена Гурендес та Естібаліз Мартінес. Також вона була двічі чемпіонкою світу з 3 м'ячами / 2 стрічками.
У 1994 році вона була індивідуальним чемпіоном Іспанії серед юніорів у складі клубу Aurrera. У 1995 році вона стала частиною національної збірної Іспанії з гімнастики в командних змаганнях. З тих пір усі медалі, які вона здобула на офіційних змаганнях, були отримані у складі збірної Іспанії. Її першим важливим змаганням став чемпіонат Європи в Празі, на якому вона була проголошена суб-чемпіонкою Європи з 3 м'ячами та 2 стрічками, крім того, взявши ще дві бронзові медалі у загальному змаганні та у фіналі з 5 кільцями. Того ж року вона була проголошена чемпіонкою світу за модифікацією 3 м'ячі та 2 стрічки на чемпіонаті світу у Відні. На додаток до цієї золотої медалі, вона виграла дві срібні медалі в загальному змаганні та у фіналі з 5 обручами.
У 1996 році вона виграла свій другий титул чемпіонки світу у фіналі з 3 м'ячами та 2 стрічками на чемпіонаті світу в Будапешті, де вона також виграла срібну медаль у загальних змаганнях. Того року вона досягла найбільших успіхів у спортивній кар'єрі, ставши олімпійським чемпіоном у командній команді з художньої гімнастики на Олімпійських іграх в Атланті, разом зі своїми товаришами по команді Мартою Бальдо, Нурією Кабанільяс, Естелою Гіменес, Лореною Гурендес та Естібаліз Мартінес. Після цього досягнення група була охрещена засобами масової інформації як Золоті дівчата. У 1997 році на чемпіонаті Європи в Патрах вона стала віце-чемпіонкою Європи з 5 м’ячів та бронзовою з 3 м’ячів та 2 стрічок.
Після завершення спортивної кар'єри вона здобула звання Національного тренера з художньої гімнастики, будучи тренером шкільного рівня у Віторії, Сарагосі та Ескарріллі, а також викладала такі види спорту, як сноуборд, протягом 5 років на станції Арамон Формігал, де вона також працювала адміністратором. У 2008 році вона опублікувала свою автобіографію «Сльози за медаль» («англ. Tears for a Medal»), написану разом з журналісткою Крістіною Галло. У 2013 році на YouTube вийшов документальний фільм «Лас Ніньяс де Оро» («Золоті дівчата») режисера Карлоса Бельтрана. Він розповідає історію збірної олімпійських чемпіонів в Атланті через інтерв'ю з самими гімнастками, а в 2016 році вона разом з рештою команди відвідала 20-річчя вручення Золотої медалі в Атланті 1996 року в Бадахосі. Вона отримала кілька нагород, серед яких Олімпійський орден Іспанського олімпійського комітету (1996), Золотий почесний знак Королівського ордена спортивних заслуг (1996), Кубок Барона де Гуеля на National Sports Awards (1997) та Золоту Медаль Королівського ордена спортивних заслуг (2015).
З 2020 р. вона живе в Ескарріллі, щорічно викладає в Tania Lamarca Rhythmic Gymnastics Campus, читає численні лекції про знання та цінності, які приніс їй спортивний досвід, і є членом команди спортивного тренування Sport & Play. У 2016 році вона була кандидатом у президенти Федерації гімнастики «Алава», а в 2017 році представила свою лінію спортивного одягу.

## Початок та перші змагання
Ламарка тренувалася з Іратсе Аурекоетксея в Спортивному центрі Абетксуко під час свого перебування в клубі «Аурера».
Її дядько, Хосе Луїс Ламарка, був футболістом таких команд, як «Депортіво Алавес», «Клуб Депортіво Віторія» або «Клуб Депортіво Аурера» в 60-х і 70-х роках . Таня почала займатися художньою гімнастикою у віці 5 років, у 1985 році, у Колегіо Кансіллер Айяла у Віторії в рамках позакласної роботи. Пізніше вона вступила до лав клубу Arabatxo, де тренувалася у Аґурцане Ібаргутсі у гімназії Fundación Estadio. У 1991 році вона взяла участь у своєму першому чемпіонаті Іспанії, який проходив у Торрев'єхі.
Незабаром після цього вона перейшла до муніципальної школи, де навчалась у Іратхе Аурекоеткшеа, яка незабаром стала клубом IVEF. Там вона близько двох років навчалася як в Європейському громадському центрі, так і в спортивному центрі IVEF (Інститут фізичного виховання Басків), який зараз є факультетом фізичної активності та спортивних наук Університету країни Басків. Пізніше клуб став секцією клубу Deportivo Aurrera de Vitoria, який тоді називався Club Aurrera, хоча в 1996 році він став незалежним і був перейменований в Club Beti Aurrera, що є його нинішньою назвою. Під час перебування в «Aurrera» вона завжди тренувалася у Aurrekoetxea у спортивному центрі Abetxuko (Віторія). Інші відомі національні гімнасти з'являться з Оррери, такі як Естібаліз Мартінес або Альмудена Сід. У 1994 році Таня була проголошена юнацькою чемпіонкою Іспанії на індивідуальному чемпіонаті Іспанії «B», який проходив у Гвадалахарі, де вона виграла золоту медаль як у загальних змаганнях, так і у фіналі кожного з чотирьох предметів (обруч, булава, стрічка та вільні рухи).
Гімназія Москардо в районі Саламанка (Мадрид) була тренувальним майданчиком національної збірної з художньої гімнастики до 1997 року.
У вересні 1994 року вона поїхала на свій перший контроль у Мадрид, щоб приєднатися до національної збірної. Там була обрана її товаришка по клубу Естібаліз Мартінес. Однак Таня не була обрана через її зріст 1,54 м, який був нижче 1,60 м, якого вимагала національний тренер Емілія Бонева. Після того, як тренер розповів їй причини, Таня задумалася про відставку з гімнастики. Однак, підбадьорена Іратсе Аурекоеткшеа та фізичним тренером клубу Хаві Орбаньянос, вона продовжила тренування у Віторії з метою переконати тренера у своїх технічних якостях у наступних чемпіонатах .
В інтерв'ю ETB в 1995 році Aurrekoetxea, запитуючи про характеристики Ламарки, крім висвітлення її технічної підготовки та фізичних якостей, назвав її «дуже працьовитою» гімнасткою, зазначивши, що «всього, чого вона досягла, вона досягла, тому що вона завжди тренувалась, і тренувалась, і тренувалась, кожен день». В інтерв’ю 2016 року On the Tapestry її пізніший тренер Емілія Бонева також зазначила, що «[Таня] була маленькою "робочою бджолою", для неї не було «я не можу» або «я не хочу».

## Виступи на Олімпіадах
| Олімпіада    | Дисципліна | Місце |
| ------------ | ---------- | ----- |
| Атланта 1996 | групові    | 1     |